# Siege (livre de James Mason)
Pour les articles homonymes, voir Siège.
Siege est un livre de James Mason publié en 1993 compilant ses éditoriaux initialement publiés dans la lettre d'information du National Socialist Liberation Front entre 1980 et 1986.
L'ouvrage prône une idéologie néonazie accélérationniste visant à précipiter l'effondrement des démocraties libérales par des actes de violence et de terrorisme.
Relativement marginal lors de sa publication initiale, le livre est devenu depuis 2016-2017 une œuvre influente dans les cercles néonazis, inspirant plusieurs groupes terroristes comme la Division Atomwaffen.
Il fait l'objet de plusieurs rééditions et traductions et circule principalement en ligne.

## Publication

### Origines

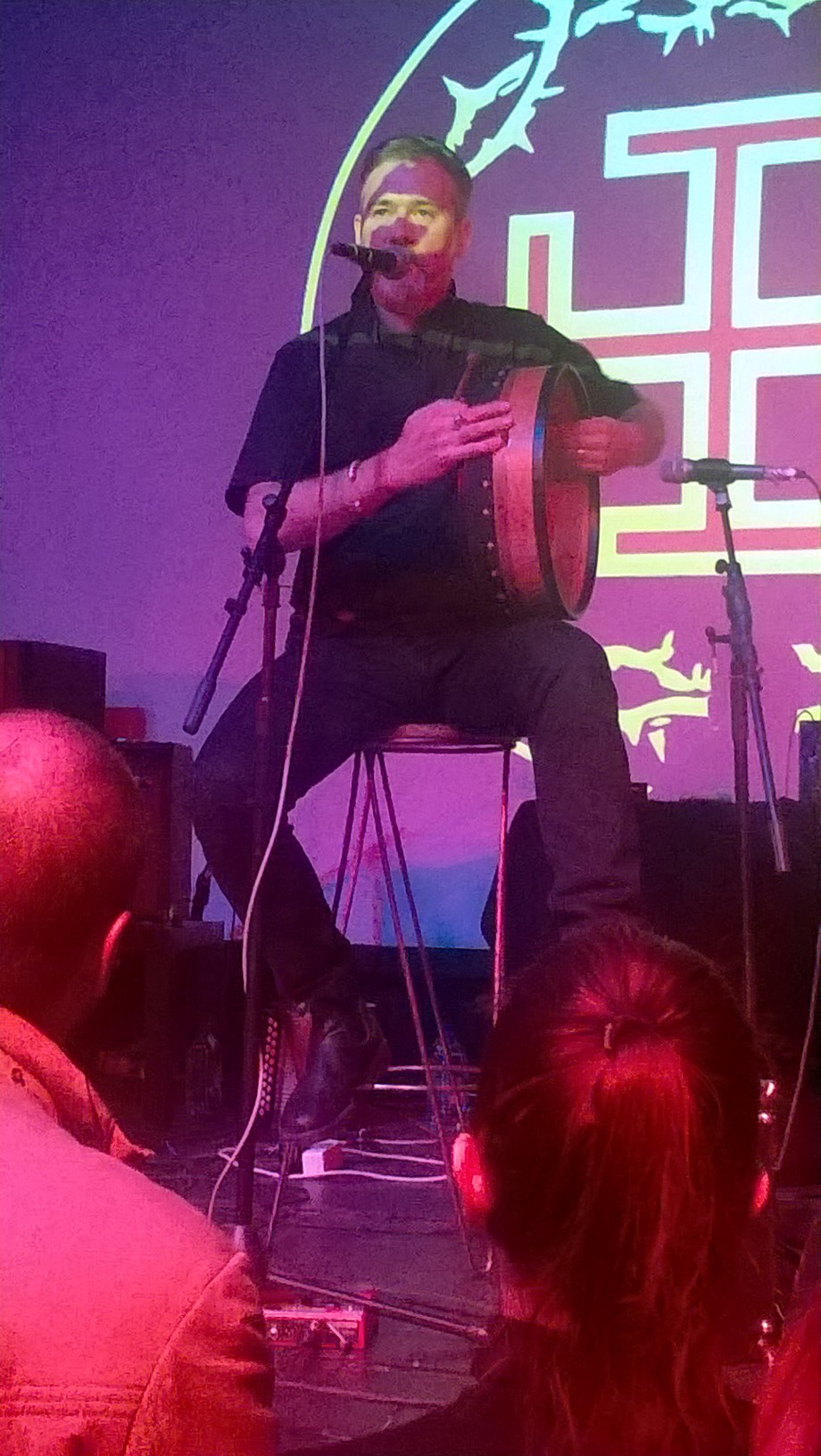
Michael Moynihan, premier éditeur de Siege.

Durant les années 1980, Abraxas, un collectif de personnalités contre-culturelles incluant Boyd Rice, Adam Parfrey (en), Nikolas Schreck et Michael J. Moynihan (en), découvre les éditoriaux publiés par James Mason dans la lettre d'informations Siege du National Socialist Liberation Front, d'abord par l'entremise de Rice.
Ils introduisent des extraits du travail de Mason au sein de la contre-culture underground au sein plusieurs publications : le magazine EXIT, l'anthologie Apocalypse Culture de Parfrey, et The Manson File de Schreck. Rice est le premier à suggérer la transformer la lettre d'information Siege en livre.

### Première édition
En 1989, Michael Moynihan propose à James Mason de publier une anthologie de Siege, ce que Mason accepte, accordant à Moynihan tous les droits et bénéfices potentiels du projet. La publication de Siege est compliquée et les corrections finales ne sont terminées qu'en janvier 1992. Plusieurs imprimeurs refusent le projet et bien que le livre affiche une date de publication de 1992, il ne paraît que le 20 avril 1993, chez Storm Books, la maison d'édition de Moynihan, créée spécifiquement pour l'occasion.
Moynihan rédige l'introduction de Siege, dans laquelle il présente le livre comme un guide et un outil pratique. Dédié à Charles Manson, l'ouvrage de 434 pages recueille 217 éditoriaux publiés par Mason entre 1980 et 1986, organisés en neuf sections thématiques, et complétés par des écrits de Joseph Tommasi, George Lincoln Rockwell et Perry Warthan. Sa couverture est minimaliste, noire, avec le titre en rouge et le logo de Storm Books (un éclair noir dans un bouclier rouge). En juillet 1994, Moynihan indique avoir vendu près de 300 exemplaires de Siege, un chiffre que Mason qualifie de « phénoménal ».

### Deuxième édition
En 2002, lors de la préparation de la deuxième édition de Siege par Ryan Schuster, Michael Moynihan prend ses distances avec le nazisme et demande le retrait de son introduction et de toute mention de son nom dans la nouvelle édition. Selon Schuster, la nouvelle image d'éditeur respectable que voulait cultiver Moynihan semblait désormais incompatible avec une association ouverte au nazisme. Malgré cette distanciation publique, Moynihan fournit les plaques originales pour la réimpression du livre.
Cette deuxième réédition paraît en 2003 chez Black Sun Publications. L'introduction originale de Moynihan est remplacée par une biographie plus détaillée de James Mason rédigée par Schuster. Cette édition comporte également une nouvelle préface de Mason et sa couverture montre les décombres du World Trade Center après les attentats du 11 septembre 2001. Un nouvel appendice intitulé « Death Throes » (en français : « Agonie ») est également ajouté, contenant des coupures de presse ainsi que des lettres de Joseph Tommasi et d'autres figures mentionnées par Mason.

### Rééditions à partir de 2017
L'ouvrage connaît ensuite plusieurs rééditions en 2017, 2018 et 2021, notamment par le réseau Iron March et avec le soutien de la Division Atomwaffen (AWD). La couverture de la quatrième édition de Siege est réalisée par Patrick Gordon Macdonald. En 2023, une faction sataniste de l'AWD, le National Socialist Order of Nine Angles, publie une sixième édition de Siege critiquant Mason. Ce dernier dénonce vigoureusement ce groupe, les qualifiant de « déséquilibrés » et rejetant leur satanisme. Siege dispose également de traductions dans plusieurs langues, dont le russe, l'italien et l'espagnol.
D'après Nine News (en) en 2019, le livre est devenu difficile à obtenir en version papier et circule principalement en ligne. Il est ainsi diffusé sous forme de livre audio sur YouTube, qui refuse de le retirer de sa plateforme après un signalement du Counter Extremism Project.

## Contenu idéologique

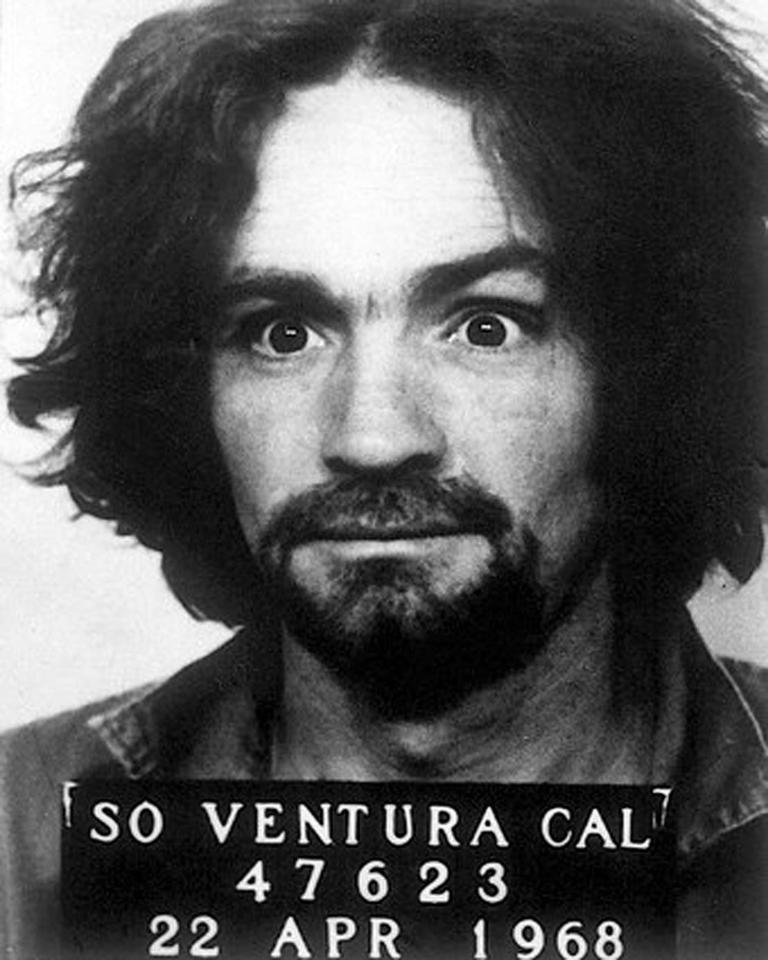
Le gourou Charles Manson est érigé en modèle dans Siege et influence sa philosophie.

Bien que le terme n'apparaisse pas dans Siege qui précède ce mouvement philosophique, Siege présente une idéologie accélérationniste d'extrême droite présentant certaines similitudes avec l'accélérationnisme de Nick Land et du CCRU, notamment la conviction que, sur leur trajectoire actuelle, les sociétés sont vouées à l'effondrement. D'après une suggestion de Charles Manson, James Mason nomme la philosophie développée au sein de ce livre d'« Universal Order » (Ordre Universel).
Ainsi, Siege prône ouvertement une forme de terrorisme politique révolutionnaire se traduisant par la violence à caractère racial et la lutte armée contre le « Système » menés par des loups solitaires (préfigurant ainsi les travaux de William Luther Pierce et Louis Beam en faveur de la résistance sans leader (en)), dans le but d'accélérer de déclenchement d'une guerre raciale de toute manière inéluctable qui précipiterait l'effondrement des démocraties libérales, pour ensuite établir un ethno-État blanc inspiré du Troisième Reich.
Il nomme cette stratégie la « total attack », et mentionne également une stratégie de « total drop out », qui consiste en un retrait total de la société. Bien que ces deux options puissent sembler distinctes et que Mason déclare favoriser le total drop out, selon les chercheurs Bethan Johnson et Matthew Feldman, Mason envisage en fait le total drop out comme une période d'introversion préparatoire à la total attack et se montre par ailleurs critique des stratégies de simple retrait de la société comme le survivalisme. Il rejette catégoriquement le pacifisme et les voies démocratiques.
Mason y glorifie des actes de violence d'extrême droite, et établit un panthéon incluant Joseph Paul Franklin, tueur de couples interraciaux ; Charles Manson, gourou de la Famille Manson, responsable du meurtre de cinq personnes dans le but de déclencher une guerre raciale ; ainsi que Robert Jay Mathews, cofondateur du groupe terroriste américain The Order, et encourage la multiplication de tels actes. Selon lui, il n'existe pas d'innocents dans ce qu'il considère comme une guerre raciale, et même les blancs opposés à son idéologie, perçus comme étant sous l'emprise d'un système dominé par les Juifs, méritent la mort,.
Mason y développe également des théories conspirationnistes antisémites, nie la Shoah et désigne comme ennemis les Juifs, les personnes noires, et les représentants du gouvernement américain, qu'il considère comme le régime « le plus maléfique ayant jamais existé » et comme un Zionist Occupation Government, dont il prétend que son système multiculturel serait de nature terroriste. Il promeut également une version américaine du hitlérisme ésotérique, dont Charles Manson est le mentor spirituel.
Mason y présente le néonazisme comme contre-culturel et valorisant en s'adressant aux personnes exclues ou mal intégrées socialement, qu'il dépeint comme des individus suffisamment perspicaces pour voir à travers la façade du « Système ».

## Réception et influence

### Accueil initial
À sa sortie, le livre reçoit les éloges d'Adam Parfrey (en), Boyd Rice, Nick Bougas (en), Peter Sotos et Tom Metzger. Au-delà de l'appui de Metzger, le livre reste relativement marginal dans le mouvement suprémaciste blanc de l'époque, principalement en raison de la glorification controversée de Charles Manson par Mason, de son éloge des tueurs en série, et de son rejet des méthodes politiques traditionnelles.

### Impact sur la «Siege Culture» à partir des années 2010

Logotype d'Iron March.

Siege devient un livre culte dans les cercles néonazis vers 2016-2017. Présenté comme un « guide » par son éditeur Ryan Schuster en 2003, il sert de fondement idéologique à une frange de l'extrême droite notamment développée sur le forum Iron March et parfois dénommée « Siege Culture », parmi laquelle peuvent être cités plusieurs groupes terroristes néonazis tels que la Division Atomwaffen, la Sonnenkrieg Division, la Feuerkrieg Division et La Base.
Mason collabore par ailleurs avec l'AWD et d'autres organisations terroristes néonazies durant les années 2010. L'influence de ce texte sur des actes violents conduit le gouvernement canadien à désigner Mason lui-même comme entité terroriste en juin 2021. Malgré la dissolution de l'AWD en 2020 et une rupture survenue entre Mason et certains dirigeants de groupes terroristes en 2022, Siege demeure parmi les œuvres d'après-guerre les plus vénérées dans les milieux néonazis,.